# Enrique Gil y Carrasco

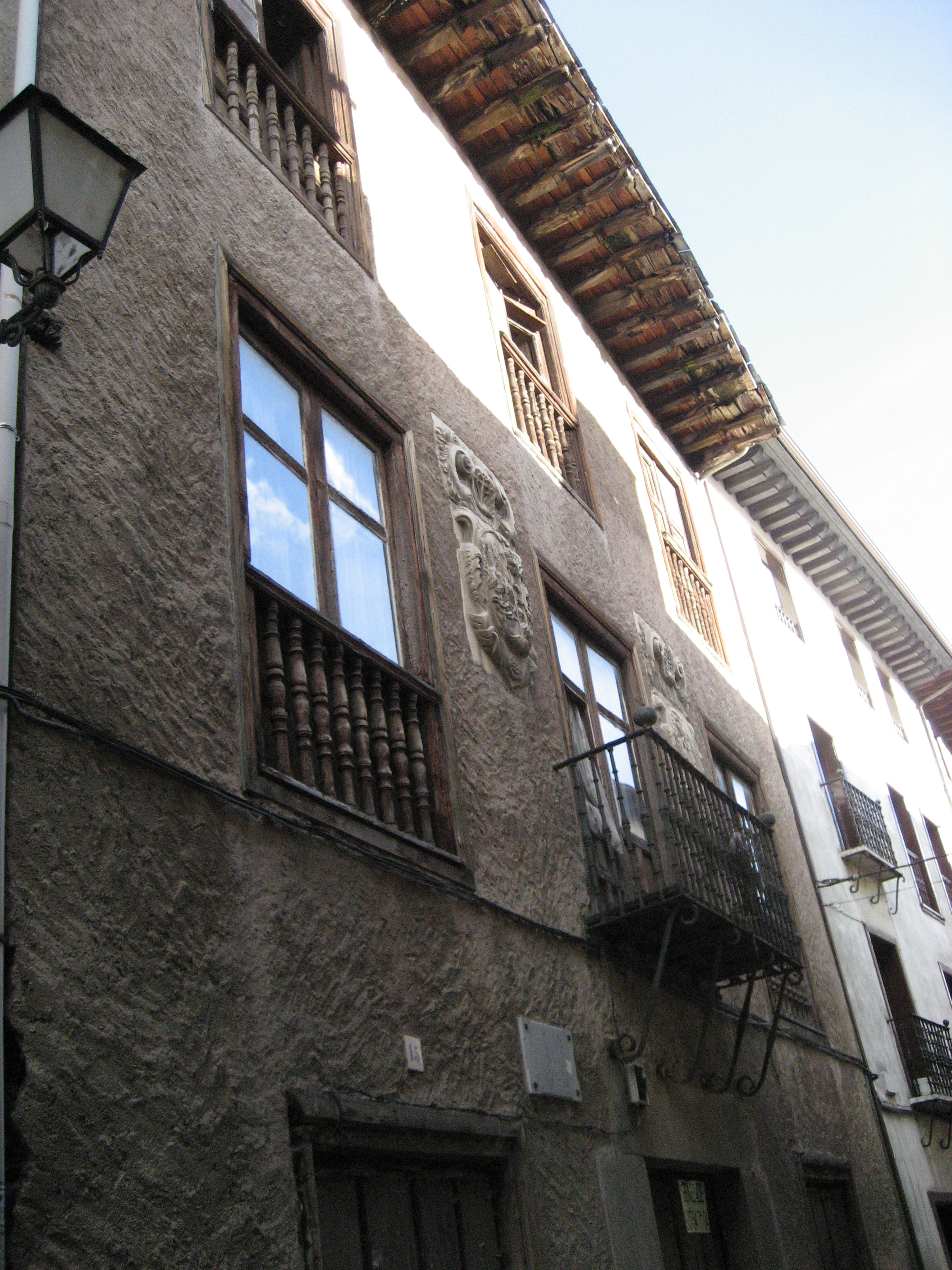
Geburtshaus des Dichters in Villafranca del Bierzo

Enrique Gil y Carrasco (* 15. Juli 1815 in Villafranca del Bierzo im Haus Calle del Agua Nr. 15; † 22. Februar 1846 in Berlin) war ein spanischer Schriftsteller der Romantik.
Sein Vater war Gutsverwalter der Markgrafen und des Stifts von Villafranca.
Seine Ausbildung begann er in Astorga und wechselte zum Studium der Rechtswissenschaft zuerst nach Valladolid und später nach Madrid. Dort verkehrte er in den wichtigsten literarischen Zirkeln. Die Arbeit als Bibliothekar nutzte er gleichzeitig als Recherche für seine historischen Romane, die in Spanien zu den besten ihrer Art gezählt werden. Hervorragendes Beispiel dafür ist der in seiner Berliner Zeit erschienene romantische Roman Der Herr von Bembibre (spanische Ausgabe: siehe Link zu Wikisource). Weiterhin befasste er sich in Veröffentlichungen mit der spanischen Romantik.
Ab September 1844 hielt sich Gil y Carrasco in diplomatischer Mission als Botschaftssekretär in Berlin auf. Er war mit Wilhelm und Alexander von Humboldt befreundet und erhielt die Auszeichnung der Großen Verdienstmedaille in Gold.
An Gil y Carrascos damaligem Wohnhaus in der Dorotheenstraße 39 erinnert seit 2000 eine Gedenktafel an seinen Aufenthalt.
Gil y Carrasco starb in Berlin und wurde auf dem Friedhof der Hedwigsgemeinde beigesetzt. 1987 wurden seine sterblichen Überreste in seine Heimatstadt überführt.